# Пожарський заказник
Пожа́рський — ботанічний заказник місцевого значення, розташований неподалік від села Пожарське Сімферопольського району, АР Крим. Створений відповідно до Постанови ВР АРК № 617 від 11 листопада 1979 року.

## Загальні відомості
Землекористувачем є Пожарська сільська рада, площа 20 га. Розташований за 500 м на південь від села Пожарське Сімферопольського району. Заказник розташований на лівому борту широкої долини річки Західний Булганак у середній її течії, де Зовнішнє куестове пасмо Кримських гір уже перейшло до структур рівнинного Криму. Територія заказника розташовується на схилі крутістю 10-25° північної — північно-східної експозиції. Абсолютні висоти території розташовані в межах 140—210 м над рівнем моря. Форма заказника — видовжена дуга завдовжки 1,5 км і завширшки від 150 до 600 м.
Заказник створений із метою збереження місць зростання низки цінних лікарських гарноквітучих рослин, занесених до Червоної книги (зокрема шипшини собачої і повстистої, півонії вузьколистої та горицвіту весняного).